# Sychesia erubescens
Sychesia erubescens là một loài bướm đêm thuộc phân họ Arctiinae, họ Erebidae.